# こはら裕子
こはら 裕子（こはら ゆうこ、1974年8月4日 - ）は、日本の漫画家、小説家。長崎県出身。血液型はA型。

## 概要
小学館の少女漫画雑誌『ちゃお』の作家陣の一員。2002年、「ラブテンション」（『ちゃおデラックス』4月25日号掲載）でデビュー。代表作に、『ノンストップ☆のん!!』『楽園★キッズ』などがある。
小説家としても活躍している。

## 作品一覧

### 連載作品
- ノンストップ☆のん!!（ちゃお2005年2月号 - 4月号）
- 楽園★キッズ（ちゃお2005年10月号 - 12月号）
- ママ♥トラブル（ちゃお2006年5月号、7月号 - 9月号、急病のため、2006年6月号は休載。）

### 読み切り作品
- ラブ テンション（2002年春の増刊号・デビュー作）
- パワーオブラブ（2002年秋の増刊号）
- Dear Friend（2003年春の増刊号）
- ラブ・ぷに（2003年初夏の増刊号）
- だいすき・の魔法（2003年秋の増刊号）
- 大好き!（2004年冬の増刊号）
- お願い☆お助け部（2004年ちゃお6月号）
- 雪だるまコロコロ（2004年夏の増刊号）
- どっちにする!?（2004年秋の増刊号）
- てるてる恋予報（2005年ちゃお6月号）
- ぼくは犬（2005年夏の増刊号）
- 私だけの王子様（2006年ちゃお3月号）
- ラケット天気予報!（2006年夏の増刊号）※ナルミヤ・インターナショナルドリームプロジェクト「まんが家になろう!!」グランプリ受賞作品）
- 誰かさんの落としもの（2007年ちゃお2・3月号）
- 春の雪さがし（2008年ちゃお4月号）

## 単行本一覧

### 漫画
- ノンストップ☆のん!!
- てるてる恋予報
- 楽園★キッズ
- ママ♥トラブル
- おとなのおくすり
- トイレの花子さん（アンソロジー。こはら裕子の描く漫画「いつか　きっと」が収録されている。）

### 小説
- だれか私に友だちをください。
- あなたはだあれ?